# Metro w Cleveland

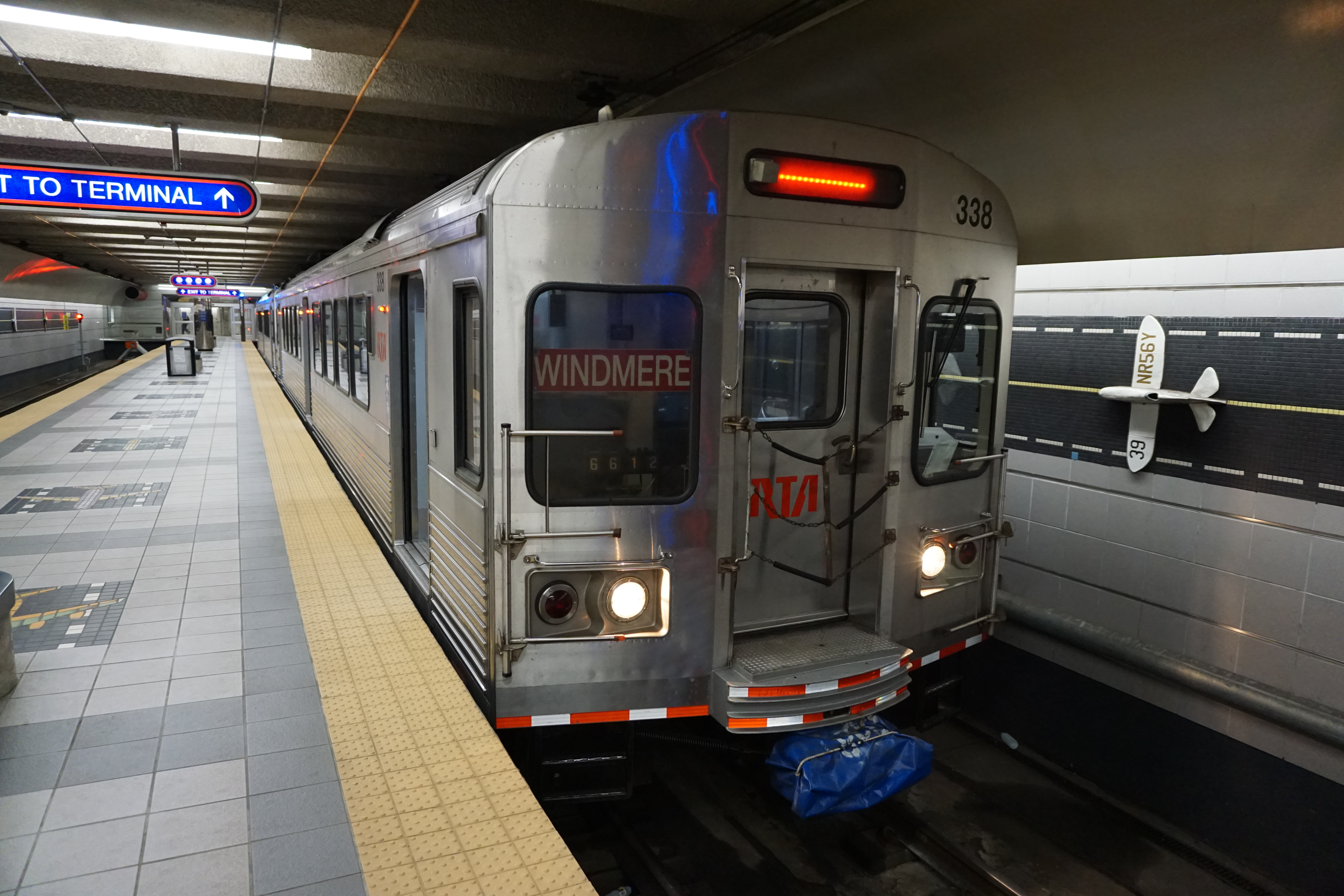
Pociąg metra w Cleveland

Metro w Cleveland to system metra funkcjonujący w amerykańskim mieście Cleveland. Obecnie (kwiecień 2022) składa się z jednej linii, oznaczonej kolorem czerwonym.
Budowa pierwszej i jak dotąd jedynej linii metra w Cleveland rozpoczęła się w latach 50. XX wieku. W 1968 roku metro dotarło na miejskie lotnisko.
Czerwona linia (ang. Red Line) liczy 31 kilometrów długości, z czego tylko 1 kilometr przebiega pod ziemią i liczy 18 stacji, średnia odległość między nimi wynosi ok. 1820 metrów. Od 1990 roku dwie trzecie stacji na linii zostało przebudowanych lub odnowionych, a reszta stacji ma zostać odnowiona w przyszłości. Do ostatniego rozszerzenia linii doszło 12 sierpnia 2015, kiedy to otwarto stację Little Italy-University Circle. Tego samego dnia zamknięto na stałe stację Euclid-E. 120 th.